# Pacific (navire de croisière)
Pour les articles homonymes, voir Pacific.
Le MS Pacific (anciennement le Sea Venture et le Pacific Princess) était un navire de croisière appartenant à la société Quail Cruises.
Ce navire fut construit en 1971 pour Flagship Cruises, il a été acheté par Princess Cruises en 1975 et renommé Pacific Princess, paquebot vedette de la série La croisière s'amuse.
Il navigua pour Viagens CVC d'avril à octobre 2008 avant de rejoindre Quail Cruises.
Il a été échoué à Aliağa le 6 août 2013 pour démolition,.

## Historique
La construction du navire (168,8 mètres de long et une jauge de 19 903 tonneaux) est terminée en 1971 aux chantiers Nordseewerke d'Emden, en Allemagne de l’Ouest. Le navire de croisière commence sa navigation en 1971, pour le compte de la compagnie Flagship Cruises, sous le nom de Sea Venture. Il est vendu en avril 1975 à P & O Cruises, qui est le nouveau propriétaire de la société Princess Cruises.
Au début de l'année 1977, la série La croisière s'amuse, débute avec en vedette le Pacific Princess ; ce navire est apparu dans presque tous les épisodes (le tournage se déroulait principalement en studio sur des reconstitutions du navire), mais fut parfois remplacé par son navire jumeau Island Princess. Le terme de « Love Boat » (le titre de la série en anglais) a largement été repris dans les campagnes de promotion de la société Princess Cruises. À la suite de l'arrêt de la série à la fin des années 1980, le MS Pacific poursuit ses croisières jusqu'en 2008.
En 1998, le navire est saisi par la police en Grèce, à la suite de la découverte de 25 kg d'héroïne détenus par 2 hommes d'équipage philippins. Selon des sources de la BBC de l'époque, le navire était devenu une base du trafic de drogue en Méditerranée,,.
De 2001 à 2002, le Pacific Princess continue de naviguer sous pavillon de la Princess Cruises. En 2002, Princess Cruises achète le navire R-three à la suite de la faillite de Renaissance Cruises et lui donne le nom de Pacific Princess, alors que l'ex-navire de ce nom exécute son dernier voyage en octobre / novembre 2002 au départ de New York vers Rome en Italie.
Par la suite, le navire vogue pour la flotte de Pullmantur Cruises en Espagne sous le nom de Pacific avant de rejoindre Viagens CVC au Brésil. En octobre 2008, le navire est racheté par Quail Cruises, avant d'être stoppé quelques semaines à cause de certains tests de sécurité manqués. Immobilisé à Valence pour cause d'amiante, il est autorisé à se rendre à Gênes (Italie) où le Chantier San Giorgio del Porto entame les travaux nécessaires. Un conflit  juridico-financier oppose le chantier naval de San Giorgio del Porto et l'armateur Quail Cruise, ce qui entraîne l'arrêt des travaux de remise en état. Le chantier fait saisir le navire par la police italienne et la compagnie fait faillite quelques mois plus tard.
Aucun repreneur ne se présentant, le navire reste à quai et son état se dégrade progressivement. Sa remise aux normes coûtant désormais trop cher, le groupe turc Izmir Ship Recyling rachète le paquebot en 2012 pour 2,5 millions d'euros et le rebaptise Acif. « Ce bateau a subi plusieurs changements au cours de son existence. Il n'a pas vogué depuis cinq ans et ce serait désormais trop coûteux de le rénover. » explique Ersin Ceviker, responsable de l'Association turque des recycleurs de navire. Il est échoué à Aliağa le 6 août 2013,.
Le 10 août 2013, deux ouvriers travaillant au démantèlement du navire décèdent des suites de l'inhalation de vapeurs toxiques et dix autres ont été hospitalisés.
En février 2014, le navire est démantelé aux deux tiers ; la déconstruction est achevée en 2014.

## Culture & media
- Le Pacific Princess est le nom du paquebot de la série La croisière s'amuse.
- On parle d'un Pacific Princess dans le film The Lineup de Don Siegel, il ne s'agit cependant pas du même navire.

## Galerie

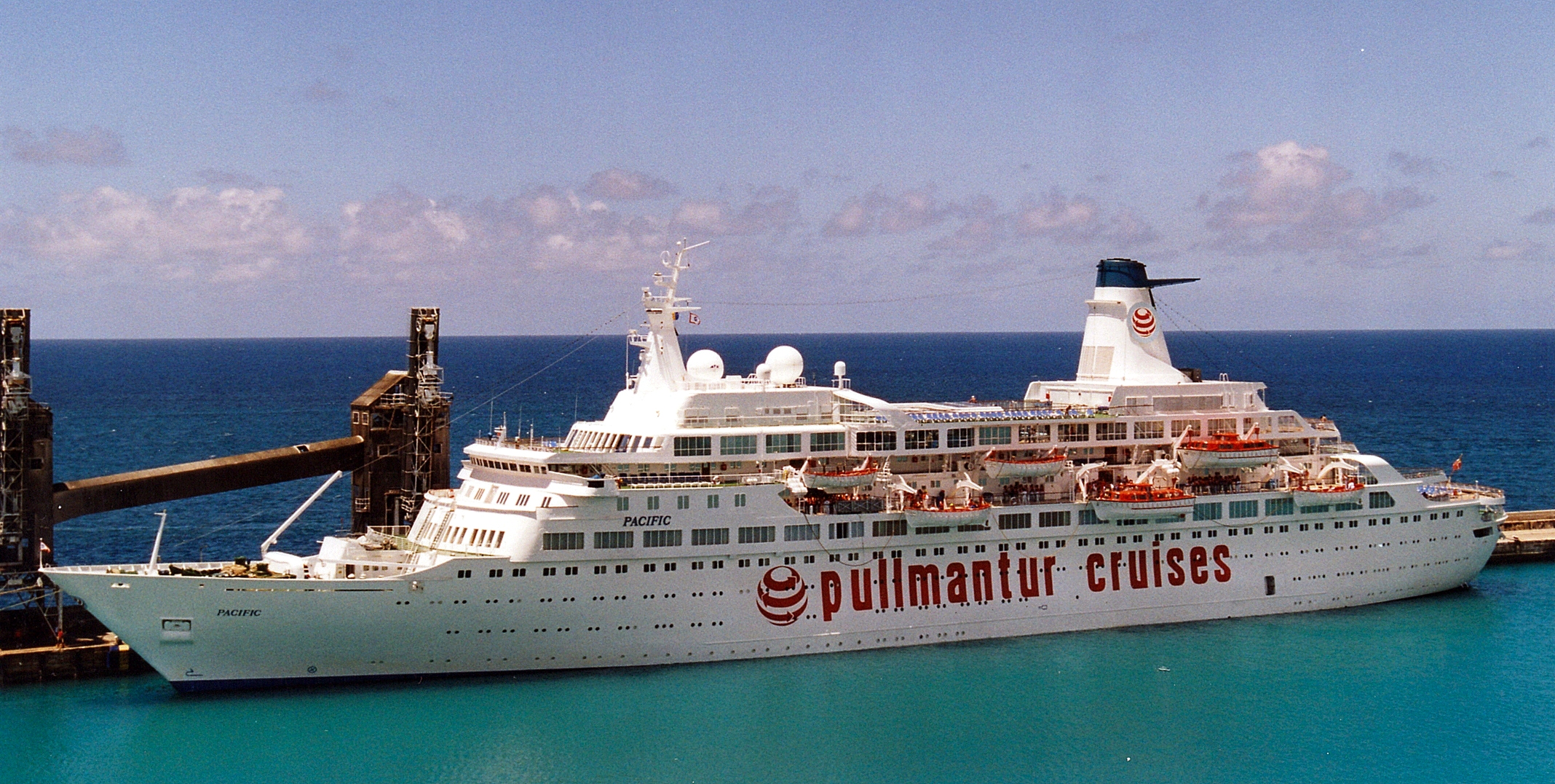
Le Pacific à Fort-de-France en 2004.
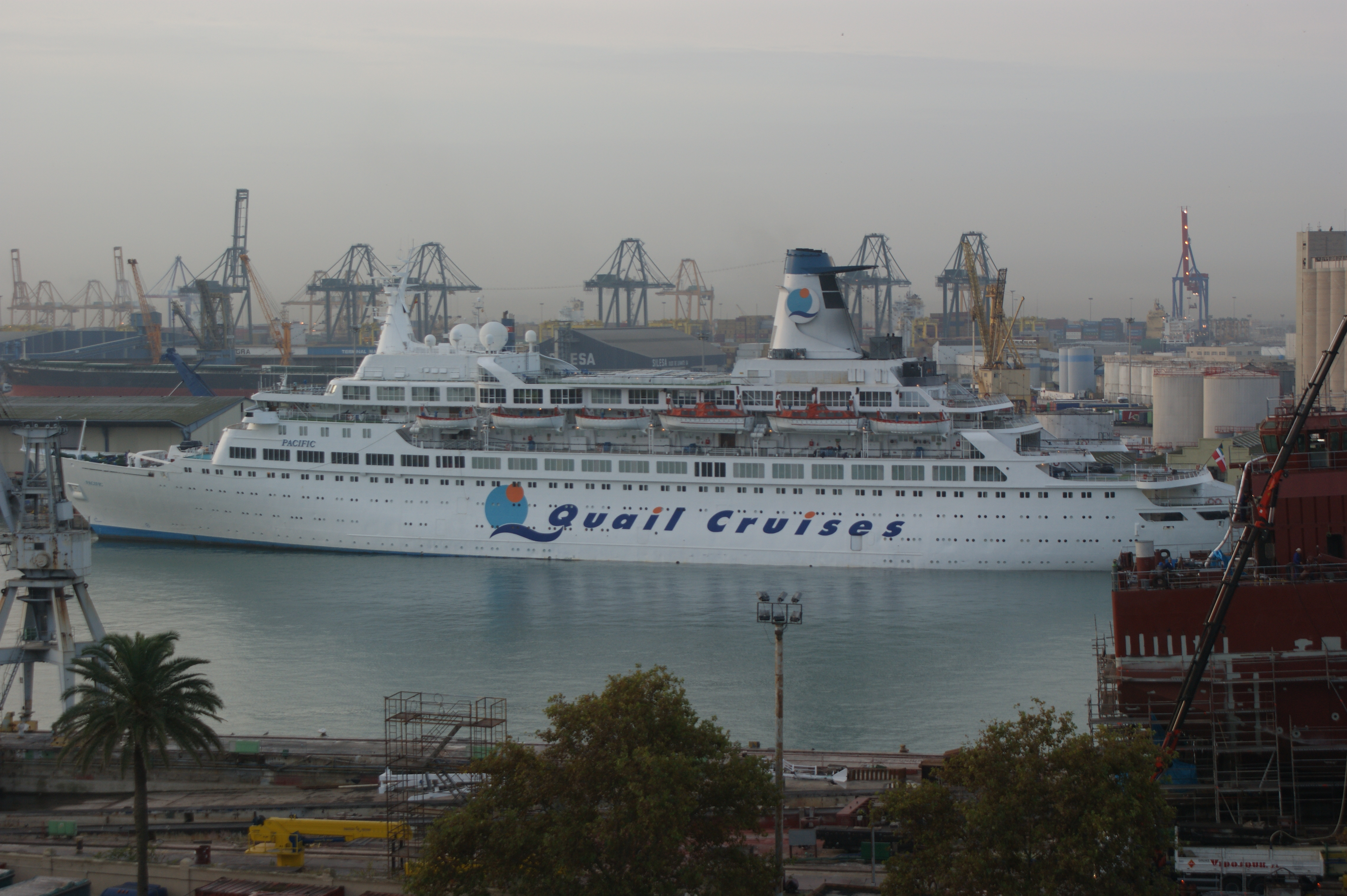
Le Pacific détenu à Gênes en 2008.
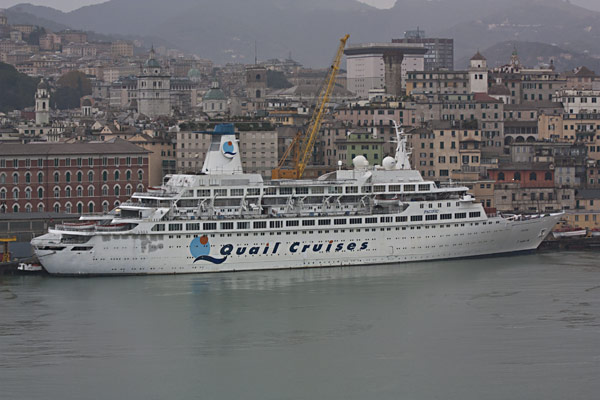
Le Pacific détenu à Gênes en 2011.